# Swimming World Magazine
La Revista mundo de la natación (Swimming World Magazine en inglés) es una revista estadounidense de periodo mensual dedicada a la natación, y fue publicada por primera vez en enero de 1960 bajo el título Junior Swimmer. Tiene un sitio en internet (conocido como SwimInfo antes de 2006), líder en noticias en línea sobre natación.
Su tirada es de aproximadamente 50,000 ejemplares al mes, y tiene corresponsales en Europa y Australia, lleva el seguimiento de las sanciones de la FINA en competiciones, y registra cada marca mundial, desde competiciones de edades tempranas hasta el nivel profesional. También da consejos de salud relacionados y asuntos técnicos del interés del público de la natación.
Es por otro lado conocida por otorgar el premio de "Nadador del año" en varias categorías. El premio es usualmente nombrado por los medios de comunicación como "Nadador Mundial del Año" cuando se refieren a nadadores que se les ha concedido tal honor, y se asume constantemente que es el premio más prestigioso que pueden recibir los nadadores en la actualidad.[cita requerida]